# Can Móra (Teià)
Can Móra és un mas al terme municipal de Teià (Maresme) catalogat a l'Inventari del Patrimoni Arquitectònic de Catalunya. El primer document en el qual surt esmentada és del 1525, en el qual figura el nom de Joan Gurri. El 1665, amb l'extinció d'aquesta família per manca de descendència masculina, va passar a propietat del seu cunyat Ramon Mora, família que l'ha mantingut fins a l'actualitat.

## Arquitectura
Masia d'estructura basilical del  s. XIV. Presenta un cos central més elevat que els dos cossos laterals, cobert amb una teulada a dos vessants i el carener perpendicular a la façana. Consta de planta baixa, pis i graner. A la planta baixa destaca la portada, d'arc de mig punt adovellat i amb un escut esculpit en relleu pla que inclou una creu grega de braços eixamplats. Al pis destaquen les tres finestres obertes, totes elles amb llindes de pedra monolítiques, motllurades i d'arc conopial amb arquets lobulats. El graner mostra una sola finestra amb llinda de pedra. Totes les obertures són fetes amb pedra i els angles cantoners de la casa són reforçats per carreus de pedra ben escairats i polits.
Al primer pis, entre dues de les finestres, hi ha un rellotge de sol que duu la data 1950. Tots els murs són arrebossats.
Fins al segle XVII la masia era coberta a dues vessants, però l'any 1677 es va pujar el cos central, tot quedant convertida en masia d'estructura basilical.